# Festival Theaterformen

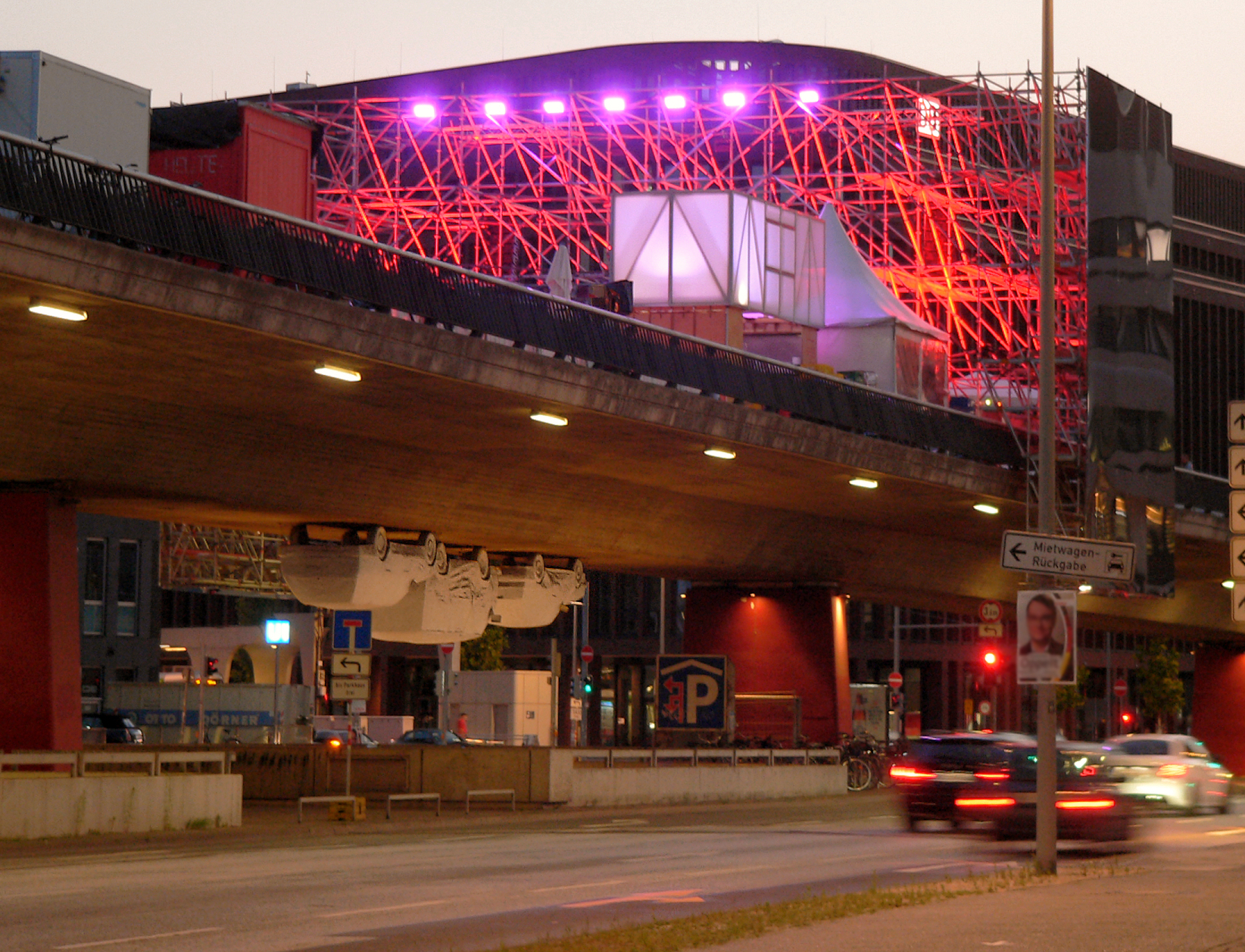
Festivalbühne auf der Raschplatzhochstraße in Hannover, 2021

Das Festival Theaterformen ist ein internationales Theaterfestival in Niedersachsen, dass an 11 Tagen stattfindet. Veranstaltet wird es jährlich im Juni und Juli im Wechsel in den Städten Hannover (ungerade Jahre) und Braunschweig (gerade Jahre). Durchführende Institutionen sind das Niedersächsische Staatstheater Hannover und das Staatstheater Braunschweig.
Das 1990 in Braunschweig gegründete Festival bildet die Vielfalt zeitgenössischer Theaterformen ab mit Klassikerinszenierungen, neuer Dramatik, experimentellen Formaten, Performances, szenischen Installationen und Eigenproduktionen. Es programmiert regelmäßig Projekte, die den Bühnenraum verlassen und den städtischen Raum einbeziehen. Seit 2020 ist Anna Mülter künstlerische Leiterin des Festivals Theaterformen.
Das Festival wird vom Niedersächsischen Ministerium für Wissenschaft und Kultur, von den gastgebenden Städten Hannover und Braunschweig sowie von der Stiftung Niedersachsen und der Stiftung Braunschweigischer Kulturbesitz finanziert.

## Geschichte

### 1990 bis 2004: Gründungsjahre und bewegte Geschichte
Der Fall der Mauer war nicht eingeplant bei der Gründung des Festivals Theaterformen. Vielmehr war die Tatsache, dass Braunschweig, Stadt der Wissenschaft und Wirtschaft, kulturell im Schatten der Mauer lag, einer der Gründe für die Entstehung des Festivals. Dass Braunschweig dann bei der ersten Festivalausgabe im Jahr 1990 mitten in Deutschland lag, war nicht vorauszusehen. Bernd Kauffmann, damals Generalsekretär der Stiftung Niedersachsen, hatte sich vorgenommen, die Region mit Unterstützung einer Unternehmerinitiative, Mitteln der Zonenrandgebietsförderung und Stiftungsgeldern kulturell voranzubringen: Großes Regietheater und verschiedene Formen des Theaters sollten im Zentrum eines Theaterfestivals stehen. Peter Ries, künstlerischer Leiter des Festivals, hatte den heute noch gültigen Namen für das Festival Theaterformen erfunden. Für die Umsetzung luden Ries und Kauffmann internationale Regiestars wie Peter Brook und Peter Stein, George Tabori und Andrzej Wajda ein. Und so widmeten sich die ersten beiden Ausgaben des Festivals der Auseinandersetzung mit Shakespeare (1990) und Lessing (1991).
Kurz vor der dritten Festivaledition geschah im April 1995 ein folgenschwerer Unfall im Staatstheater Braunschweig: Der eiserne Vorhang krachte aus neun Metern Höhe mit voller Wucht auf die Bühne, die einen Vollschaden erlitt. Nach anfänglicher Hoffnung, das Haus bis zum Festivalstart im Juni wieder bespielbar zu machen, versagte die Versicherung jedoch die Freigabe. Dem Festival drohte laut der Hannoverschen Allgemeinen Zeitung „ein organisatorisches und finanzielles Fiasko“, da die große Bühne des Staatstheaters Braunschweig, auf der mit Pandurs Göttlicher Komödie und dem südafrikanischen Mama! zwei große Produktionen stattfinden sollten, „voraussichtlich erst im August wieder für den Spielbetrieb zur Verfügung stehen werde“. Mit der hannoverschen U-Boot-Halle der Hanomag konnte jedoch, neben Spielorten in Wolfenbüttel und Braunschweig, eine geeignete Location gefunden werden. Ein Teil des Festivals Theaterformen fand somit erstmalig 1995 in Hannover statt.
1998 fand das Festival zu seinem biennalen Rhythmus, im Zuge der sich anbahnenden EXPO wurde Hannover im selben Jahr neben Braunschweig zweite Festivalstadt. Die künstlerische Leiterin Marie Zimmermann engagierte sich 1998 und 2000 besonders für das Aufspüren junger Talente und – mit der internationalen Theaterakademie – auch für die Förderung des künstlerischen Nachwuchses. Ab 2002 öffnete Veronica Kaup-Hasler das Festival zu anderen Sparten, legte ein Diskursprogramm auf und setzte mit der Roten Treppe vor dem Staatstheater Braunschweig ein temporäres architektonisches Zeichen.
Nach der Ausgabe 2004 lief die Förderung für das Festival aus. Die Städte Hannover und Braunschweig sowie die Intendanten der jeweiligen Theater, Wilfried Schulz und Wolfgang Gropper, setzten sich für seine Weiterführung ein. Nachdem die Stadt Braunschweig angeboten hatte, ihren Förderanteil im Verhältnis zu vorangegangenen Jahren zu verdreifachen, stieg auch das Land als Förderer wieder ein.

### 2007 und 2008: Wiederbelebungsjahre
Die erste Ausgabe nach der Neugründung verantwortete 2007 Stefan Schmidtke. Als künstlerischer Leiter zeigte Schmidtke Theaterprojekte an besonderen Orten der Stadt, bezog die örtliche Kunst-, Kultur- und Bürger-Szene mit ein und veranstaltete verschiedene Projekte, die er in einer Theaterwerkstatt bündelte. Im Mittelpunkt der darauffolgenden Braunschweiger Ausgabe sollte eines der ältesten europäischen Theaterstücke stehen: Für Die Perser von Aischylos, inszeniert von Claudia Bosse, suchten Schmidtke und Team rund 500 Mitwirkende. Eingeteilt in Gruppen, erhielten die Beteiligten Braunschweiger Stimm- und Körpertraining und probten über viele Wochen bis zur Aufführung dieses Ausnahmeprojekts. Nach der erfolgreichen Wiederbelebung des Festivals in den Jahren 2007 und 2008 durch Stefan Schmidtke übernahm Anja Dirks die Künstlerische Leitung.

### 2009 bis 2014: Die Stadt als erweiterter Spielort
Bis 2014 verantwortete Anja Dirks sechs Festivalausgaben – drei in Hannover, drei in Braunschweig. Neben dem Anspruch, eine Vielzahl verschiedener internationaler Theaterformen zu präsentieren, traten zwei konzeptuelle Ansätze ihres kuratorischen Arbeitens besonders hervor: der Einbezug der Stadt als erweiterter Spielort mit den Fragen nach Teilhabe, Ausgrenzung, Identität und Gemeinschaft (z. B. „Du bist die Stadt“ in 2012 unter anderem mit 100 Prozent Braunschweig von Rimini Protokoll im Großen Haus und Stücken, die auf dem Burgplatz, dem Städtischen Museum und auf dem Bohlweg nebst Publikum im Schaufenster eines Ladenlokals gezeigt wurden) und die Auseinandersetzung mit postkolonialem Theater. Mit dem von der Kulturstiftung des Bundes geförderten Schwerpunkt „Presence of the Colonial Past“ vereinte Dirks bereits im Jubiläumsjahr 2010 Theaterarbeiten von Brett Bailey, Boyzie Cekwana und Faustin Linyekula, ein Diskurswochenende und eine Filmreihe. Knapp drei Jahre später gründete Anja Dirks 2013 mit einer Reihe internationaler Kollegen das Netzwerk „Shared Spaces“ mit der Absicht, globalen Kulturaustausch zu fördern. Das erste Netzwerkpartnertreffen fand in Kinshasa statt – möglich durch die Unterstützung der Kulturstiftung des Bundes, die darüber hinaus die Kooperation des Festivals Connexion Kin mit dem Festival Theaterformen förderte. Aus der Zusammenarbeit waren mehrere koproduzierte Theaterstücke hervorgegangen, die zunächst in Kinshasa und anschließend in Hannover im Rahmen des Schwerpunkts Kinshasa Connection präsentiert wurden. Diskussionsveranstaltungen und die Akademie der internationalen Festivalstipendiaten waren darüber hinaus Bestandteile der Festivalausgabe 2013. Mit dem Ende des Festivals im Sommer 2014 verabschiedete sich Anja Dirks als künstlerische Leiterin.

### 2015 bis 2020: Postkolonialismus und diskriminierungskritische Arbeit
Ab September 2014 leitete Martine Dennewald das Festival Theaterformen. Zu ihrer ersten Ausgabe im Jubiläumsjahr 2015 sprach sie unter anderem Einladungen an Rimini Protokoll, Tiago Rodrigues, Xavier Le Roy und 600 HIGHWAYMEN aus, von denen sie jeweils zwei Produktionen zeigte. Mit dem kuratorischen Konzept der Doppeleinladungen hatte das Publikum die Möglichkeit, künstlerische Handschriften noch besser kennen zu lernen. Klar umrissene inhaltliche Setzungen fand Dennewald für jede weitere Edition: Nachdem das Festival 2016 in Braunschweig mit „Our Common Futures“ einen Fokus auf Gastspiele aus Ost- und Südostasien setzte, waren 2017 in Hannover ausschließlich Stücke von Regisseurinnen und Choreografinnen zu sehen – ein Versuch, eine strukturelle Ungleichheit nicht im Sinne einer Quote zu beheben, sondern in einer subversiven Geste gänzlich umzukehren. 2018 widmete sich das Festival den Aus- und Nachwirkungen des Kolonialismus aus verschiedenen Perspektiven. 2019 reisten dann rund die Hälfte der eingeladenen Regisseure aus aller Welt mit Projektideen, Textvorlagen, einem Interesse an Hannover und seinen Menschen bereits Monate im Vorfeld an, um zu recherchieren und zu proben. Lebensgeschichten von rund 200 Bürgern aus Niedersachsen flossen in die Theaterarbeiten ein. Zu ihnen gehörten u. a. die Uraufführungen Die Geschwindigkeit des Lichts des argentinischen Künstlers Marco Canale, der Geschichten von rund 100 Mitwirkenden verschiedener Herkunft zu einer gemeinsamen deutschen Biografie inszenierte, und das dokumentarische Theaterstück My Body Belongs to Me von Ruud Gielens und Laila Soliman, welches sie mit einer in Niedersachsen ansässigen Gruppe sudanesischer Frauen entwickelten.
Die Ausgabe zum 30-jährigen Jubiläum des Festivals 2020 war die letzte von Martine Dennewald kuratierte. Auf sie folgte im Herbst 2020 Anna Mülter, die ihr erstes Festival Theaterformen im Sommer 2021 in Hannover präsentierte.

## Künstlerische Leitung
- Bernd Kauffmann, Peter Ries (1990, 1991)
- Thomas Petz (1995)
- Marie Zimmermann (1998, 2000)
- Veronica Kaup-Hasler (2002, 2004)
- Stefan Schmidtke (2007, 2008)
- Anja Dirks (2009–2014)
- Martine Dennewald (2015–2020)
- Anna Mülter (seit 2020)

## Programm
Seit 1990 waren unter anderen folgende Regisseure und Gastspielgruppen bei den Theaterformen zu Gast:
| - Alejandro Tantanian, Argentinien - Amir Reza Koohestani, Iran - Anatoli Vassiliev, Russland - Andreas Kriegenburg, Deutschland - Andrzej Wajda, Polen - Antonio Latella, Italien - Beatriz Catani, Argentinien - Bobo Jelčić und Nataša Rajković, Kroatien - Boyzie Cekwana, Südafrika - Brett Bailey, Südafrika - Christoph Marthaler, Schweiz - Claire Cunningham, Schottland - Clare Stopford, Südafrika - Claudie Gagnon, Kanada - Cuqui Jerez, Spanien - Daniel Veronese, Argentinien - Dries Verhoeven, Niederlande - Florentina Holzinger, Deutschland - Frank Castorf, Deutschland - Gob Squad, Großbritannien - Heiner Goebbels, Deutschland - Ivo van Hove, Niederlande - Janet Cardiff & George Bures Miller, Kanada - Jetse Batelaan, Niederlande - Jürgen Gosch, Deutschland | - Lola Arias, Berlin - Łukasz Twarkowski, Polen, Litauen - Mariano Pensotti, Argentinien - Martin Kušej, Deutschland - Massimo Furlan, Schweiz - Mats Staub, Schweiz - Mokhallad Rasem, Irak - Peter Brook, Frankreich - Peter Stein, Deutschland - Peter Zadek, Deutschland - Philippe Quesne, Frankreich - Pina Bausch, Deutschland - Rabih Mroué, Libanon - René Pollesch, Deutschland - Richard Maxwell, USA - Rimini Protokoll, Deutschland - Rina Yerushalmi, Israel - Romeo Castellucci, Italien - Sebastian Nübling, Deutschland - Showcase Beat Le Mot, Deutschland - Tim Etchells / Forced Entertainment, Großbritannien - Toshiki Okada, Japan - Vivek Shraya, Kanada - Wiktor Rujschkow, Russland |